# Милован Джилас
Милован Джилас (на сръбски: Милован Ђилас или Milovan Đilas) е черногорски и югославски политик и философ, роден на 4 юни 1911 г. по Бърдата на Черна гора. Първоначално е убеден агитатор и пропагандист на комунистическата идеология и Тито, на които по-късно той се превръща в яростен критик.

## Живот и дейност
Джилас произхожда от селско семейство. Следва философия и правни науки в университета в Белград. През 1932 г. се придъединява към нелегалната тогава Югославска комунистическа партия. В годините 1933 – 1936 г. е арестуван. През 1938 г. става член на ЦК на партията, а през 1940 г. на Политбюро.
Джилас взема участие в партизанската война в Югославия като член на Върховния щаб на народоосвободителната армия на Югославия. През 1944 г. посещава и Москва. При първата си реч в Белград след превземането му заявява, че на Сърбия й е била пусната малко кръв през войната.
През 1945 г. Джилас е министър на Черна гора, а след това е министър без портфейл в множество правителства на Югославия.
През 1954 г. се стига до скъсване на отношенията между Джилас и Тито, при което Джилас е отстранен от ръководните постове в партията и държавата. Поради „становища срещу интересите на Югославия“ той е два пъти осъждан и вкарван в затвора.
Умира на 20 април 1995 г. в Белград.

## Творчество
Милован Джилас през 50-те години на 20 век написва легендарното произведение Новата класа заради което попада в затвора. То дава ключов принос за изясняването на природата на новите елити в Източна Европа в годините след Втората световна война.
Новата класа според Джилас не е нищо друго освен тъй наречената номенклатура в социалистическата държава. Това нова политическа класа, заместваща отсъстващата средна класа в социалистическото общество според Джилас. Тя е изнамерила нещо непостижимо за марксовата политическа икономия. Вместо да се развива по схемата „стока-пари-стока“ (или „пари-стока-пари“), тя се обогатява по схемата „политика-пари-политика“ (или „пари-политика-пари“). Така политиката става еквивалент на стоката и същевременно си запазва „тънката разлика“. Щом те свалят от номенклатурния пост, губиш привилегиите. Тезата на Джилас намира слаба подкрепа още по него време.
Като дата на официалното издание на „Новата класа“ се сочи 1961 г., при това – Лондон. Написал е още „Разговори със Сталин“, „Несъвършеното общество“ и други.